# Deutschkonservative Partei

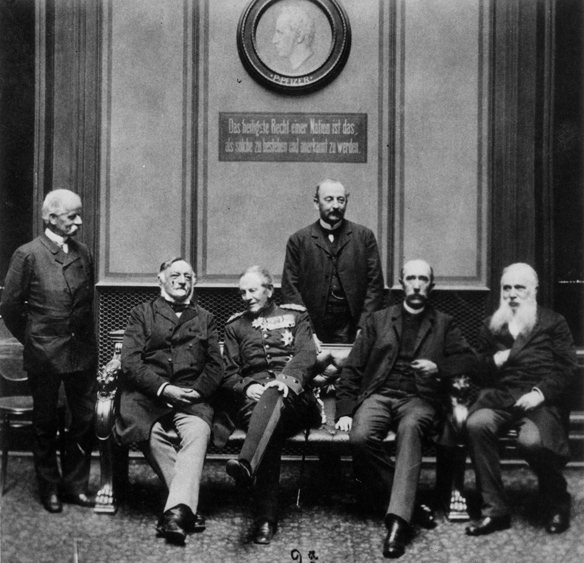
Mitglieder der Reichstagsfraktion der Deutschkonservativen Partei im Jahr 1889 (von links nach rechts): Rudolph Wichmann, Otto von Seydewitz, Helmuth von Moltke, Graf Konrad von Kleist-Schmenzin, Otto von Helldorff, Karl Gustav Ackermann.

Die Deutschkonservative Partei war eine monarchistische, teilweise antisemitische Partei im Deutschen Kaiserreich. Wirtschaftlich protektionistisch eingestellt, vertrat sie die Interessen der Landwirtschaft. Während sie die militärische Aufrüstung unterstützte, verhielt sie sich der Kolonialpolitik gegenüber zurückhaltender. Der Machtschwerpunkt der Partei lag in Preußen, östlich der Elbe. Getragen wurde die Partei von Adligen, Großgrundbesitzern, Bismarck-Anhängern und Protestanten. Sie hatte nur wenige feste Strukturen, erhob keine Mitgliedsbeiträge und veranstaltete nur selten Parteitage. Sie gilt als Honoratiorenpartei. Die Deutschkonservative Partei war Nachfolgepartei der preußischen Altkonservativen, ein Großteil ihrer Mitglieder beteiligte sich nach dem Ende des Kaiserreichs 1918 an der Gründung der Deutschnationalen Volkspartei (DNVP).

## Entstehung
Die Partei konstituierte sich am 7. Juni 1876 aus sehr verschiedenen Gruppen: Adligen, Großgrundbesitzern, Anhängern der Regierung Bismarck wie Moltke, traditionsorientierten Protestanten und Christlich-Sozialen. Sie erkannte die Verfassung des Deutschen Kaiserreichs an und trat für die Bewahrung der monarchischen Vorrechte, Stärkung der Religion, gegen Zentralismus und Parlamentarismus sowie für Bekämpfung der Sozialdemokratie ein. Die Deutschkonservative Partei war die Nachfolgepartei der preußischen Altkonservativen, erlangte aber im Gegensatz zu diesen auch in einigen Bundesstaaten außerhalb von Preußen Bedeutung. Erster Vorsitzender der Partei wurde der Gutsherr und Reichstagsabgeordnete Otto von Helldorff-Bedra. Das Programm der Partei war bis ins Detail mit Bismarck abgesprochen.

## Politik
Zunächst setzte die Partei sich deutlich von Bismarck und der ihn unterstützenden Freikonservativen Partei ab, doch näherte sie sich ab 1877 seiner Politik wieder an – insbesondere, als er zur Schutzzollpolitik überging. Ihre Hochburgen hatte die Partei in Ostpreußen, Pommern, Mecklenburg und der Provinz Sachsen. Im Preußischen Abgeordnetenhaus war sie, begünstigt durch das Dreiklassenwahlrecht, die stärkste Kraft. Im Herrenhaus war ihre Stellung sogar noch stärker. So hatte sie einen wesentlichen Einfluss auf Offizierskorps, Beamtenschaft und Geistliche und über den Bundesrat auch auf die Reichspolitik.
Die Partei war teilweise antisemitisch ausgerichtet, so wurde zum Beispiel im Reichstagswahlkampf 1881 in großem Ausmaß antisemitische Propaganda eingesetzt.
Bei der Schutzzollpolitik ging sie mit den Freikonservativen, dem Zentrum und mit Teilen der Nationalliberalen Partei zusammen. Doch wandte sie sich gegen den Kulturkampf Bismarcks. 1890 stimmten die deutschkonservativen Abgeordneten gemeinsam mit Zentrum und Freisinnigen gegen die von der Regierung geforderte Verlängerung des Sozialistengesetzes. Nach Bismarcks Entlassung gingen die Deutschkonservativen in Opposition zur wirtschaftsliberalen Politik des neuen Reichskanzlers Leo von Caprivi. Das 1892 beschlossene Parteiprogramm (das sogenannte Tivoli-Programm, genannt nach der Berliner Tivoli-Brauerei, in deren Festsaal der Parteitag tagte) wandte sich, beeinflusst von Adolf Stoecker, gegen den „zersetzenden jüdischen Einfluss“ und gegen die Sozialdemokratie. Ab 1892 kam es auch zu Flügelkämpfen zwischen der größtenteils dem Landadel entstammenden bisherigen Parteiführung und Stoeckers eher bürgerlich-städtisch geprägten Christsozialen. Durch das Aufkommen des Bundes der Landwirte wurde der zunächst unterlegene agrarische Flügel wieder gestärkt und Stoecker veranlasste im Februar 1896 wegen sozialpolitischer Meinungsverschiedenheiten die Abtrennung der Christlich-Sozialen Partei. Die Deutschkonservativen stimmten 1898 und 1899 geschlossen für Flotten- und Militärvorlagen und zeigten sich im preußischen Landtag als Gegner des Mittellandkanals („Kanalrebellen“).
Unter Reichskanzler Fürst Bernhard von Bülow näherte sich die Partei wegen dessen agrarprotektionistischer Politik wieder an die Reichsregierung an, doch lehnte sie weiterhin alle Ansätze zu liberalen Reformen in der Innen-, Wirtschafts- und Finanzpolitik ab und trug so 1909 zum Sturz der Regierung von Bülows bei. Die Deutschkonservativen widersetzten sich jeder Stärkung des Reichs zu Lasten der einzelnen Bundesstaaten, weil sie fürchteten, dass sonst ihr Einfluss im die Bundespolitik beherrschenden Preußen an Gewicht verlöre. Dagegen stimmten sie allen Militär- und Flottenvorlagen zu, während sie die Kolonialpolitik nur zögernd unterstützten. Deshalb gab es auch eine Distanz zum alldeutschen Programm.
In der Julikrise, die zum Ersten Weltkrieg führte, waren die meisten Abgeordneten der Deutschkonservativen im Urlaub, sodass es kein geschlossen-strategisches Auftreten der Partei gab. Vereinzelt wurden Reden gehalten und Artikel geschrieben. Hervorzuheben ist dabei ein Beitrag von Graefe, der die Regierung ermahnte, die sofortige Mobilmachung einzuleiten, um strategischen Schaden abzuwenden. In einem Brief drängte er Westarp dazu, im Namen der Reichstagsfraktion diese Forderung zu erheben. Westarp kam dem nach, ohne vorher die Fraktion oder Heydebrand einzubeziehen.
Als Partei ohne Massenbasis suchte sie einen Ersatz im Bund der Landwirte (BdL), in dem preußische Großagrarier den Ton angaben. In vielen Fragen wurde sie zur reinen Interessenpartei der Landwirtschaft. Viele preußische Landräte gaben ihr Unterstützung.
Bekannte Vertreter der Partei waren u. a. Wilhelm von Rauchhaupt, Otto von Manteuffel, Ernst von Heydebrand und der Lasa, Kuno von Westarp, Hans Hugo von Kleist-Retzow, Philipp von Nathusius-Ludom, Elard von Oldenburg-Januschau, Hans von Kanitz, Heinrich von Salisch, Georg Oertel, Gustav von Goßler oder Wilhelm Joachim von Hammerstein.
Ein Großteil der Mitglieder der Deutschkonservativen Partei beteiligte sich 1918 an der Gründung der Deutschnationalen Volkspartei (DNVP). Die Partei löste sich formal allerdings nicht auf, sondern existierte bis 1933.

## Parteistruktur
Unter dem Vorsitz von Helldorf war die Partei bis 1890 ein „Konglomerat unabhängiger Honoratiorenpolitiker“ (Volker Stalmann) mit nur wenigen festen Strukturen. Östlich der Elbe traten die Anhänger der Partei nur vor Wahlen in Aktion, um ihre Kandidaten aufzustellen und den Wahlkampf zu führen, während es in größeren Orten in Westdeutschland häufig teils große konservative Ortsvereine gab, die teilweise zu Landesverbänden (in Baden, Sachsen und Bayern) zusammengeschlossen waren. Erst ab 1902 existierte mit dem „Hauptverein der Deutschkonservativen“ eine übergeordnete Parteistruktur auf Reichsebene.
Geführt wurde die Partei weniger von ihren Vorsitzenden (bis 1892 Otto von Helldorff, 1892–1911 Otto von Manteuffel, 1912–1918 Ernst von Heydebrand und der Lasa) als von einem Kollektivorgan. Bis 1889 erfüllte diese Funktion der Parteivorstand, danach ein Elfer- bzw. ab 1902 ein Zwölferausschuss aus Reichstags- sowie preußischen und sächsischen Landtagsabgeordneten. Der Ausschuss entschied über die Grundlinien der Parteipolitik und war für die Organisation der Wahlkämpfe verantwortlich.
Parteitage fanden 1876, 1892 und erst ab 1912 dann regelmäßig statt.
Die Partei erhob keinen Mitgliedsbeitrag, zur Finanzierung war sie auf Spenden angewiesen, Hauptgeldquelle war dabei der ostelbische Großgrundbesitz (Junker).

## Regionale Verteilung
Regional gesehen hatte die Partei ihre Hochburgen in Preußen östlich der Elbe. So vertrat die Deutschkonservative Partei 1887 im Deutschen Reichstag 74 Wahlkreise, 61 (82 %) davon waren preußische Wahlkreise, 49 der 61 preußischen Wahlkreise (= 80 %) lagen östlich der Elbe. Diese regionale Eingrenzung der Hochburgen verstärkte sich im weiteren Verlauf des Kaiserreiches: Von den 43 gewonnenen Wahlkreisen der Partei bei der Reichstagswahl 1912 lagen 39 (91 %) auf preußischem Staatsgebiet. Eine Untersuchung der regionalen Verteilung der deutschkonservativen Mandate bei den Wahlen zum Preußischen Abgeordnetenhaus bestätigt den ostelbischen Schwerpunkt der Partei: Bei den Wahlen zum Preußischen Abgeordnetenhaus 1913 erreichte die Partei 143 Mandate, 125 (87 %) von diesen gewonnenen Wahlkreisen befanden sich östlich der Elbe.

## Parteivorsitzende
- 1876–1892: Otto von Helldorff
- 1892–1911: Otto Karl Gottlob Freiherr von Manteuffel
- 1912–1918: Ernst von Heydebrand und der Lasa

## Presse
Das täglich erscheinende Parteiorgan der Deutschkonservativen war Die Post, die gleichzeitig als offizielles Organ der Regierung Bismarck galt. Weitere Presseerzeugnisse der Partei waren Der Reichsbote, die Konservative Monatsschrift und das Deutsche Adelsblatt.